# 大阪府立千里高等学校
大阪府立千里高等学校（おおさかふりつ せんりこうとうがっこう）は、大阪府吹田市高野台に所在する公立高等学校。

## 概要
1967年に開校した。「国際・科学高校」として、国際文化科と総合科学科の2学科を併設する専門高等学校である。
開校当初は全日制普通科を設置していたが、その後国際教養科を併設したのち、 2005年より国際・科学高校に改編されている。
国際文化科では、LLシステム・MP3プレーヤー、電子書籍Kindleなど情報機器を活用する英語教育や、第2外国語科目の開講などの取り組みを実施している。総合科学科も「実験・実習を通じ、探究心を育成する」実学に重点を置いており、計画・実施・結果の考察・論文作成・発表まで少人数グループで行う科学教育を実施している。また両学科ともに、情報発信能力・コミュニケーション能力などの向上を目指しており、多文化教育や国際理解教育、大学との連携による授業なども重視している。
制服は指定されておらず、私服での登校が可能。

## 沿革
- 1966年 - 大阪府議会で、府立65番目の高等学校の設置が決定。
- 1967年4月 - 全日制普通科の大阪府立千里高等学校として開校。
- 1990年4月 - 国際教養科第1期生が入学。普通科との2学科体制となる。
- 2002年  - 大阪府教育委員会からエコ・ハイスクール事業の研究校に指定される（ともに2004年度まで3年間）
- 2005年4月 - 国際・科学高校に移行（学区は府内全域となる）。45分七時限授業を導入。
- 2010年4月 - 文部科学省より「スーパーサイエンスハイスクール（SSH）」研究指定校としての指定を受けた。
- 2011年4月 -大阪府より「イングリッシュ・フロンティア・ハイスクールズ（EFHS）G3」研究校としての指定を受けた。

## 出身者

### 政治・行政
- 大谷三穂 - 海上自衛官
- 村上史好 - 元衆議院議員

### 学術・文化
- 岡本梨奈 - 予備校講師
- 開田裕治 - イラストレーター。
- 白石真澄 - 評論家
- 平井美帆 - ノンフィクション作家
- 尾崎拓郎 - 情報学者

### 芸能
- 桂雀喜 - 落語家
- 小出美奈 - 元フジテレビアナウンサー
- 杉江義浩 - フリージャーナリスト。産経新聞「iRONNA」執筆者。元NHKディレクター
- 鈴江俊郎 - 劇作家・演出家・俳優・office 白ヒ沼代表・桐朋学園芸術短期大学演劇専攻准教授
- 竹内都子 - お笑い芸人（ピンクの電話）、タレント
- 田渕伸一 - 毎日放送（MBS）事業局次長
- 内藤雄介 - NHKアナウンサー

### スポーツ
- 粟田祥平 - ラグビー選手

### その他
- 吉岡秀人 - 特定非営利活動法人ジャパンハート・最高顧問/ファウンダー
- 村井秀夫 - オウム真理教最高幹部

## 関係者
- 林丹丹 - タレント・女優。堀越高等学校に転校

## 交通
- 阪急千里線・大阪モノレール 山田駅 南へ約800m。
- 阪急千里線 南千里駅 北東へ約1km。